# Riki Harakawa
Riki Harakawa (Japans: 原川 力, Harakawa Riki) (Yamaguchi, 18 augustus 1993) is een Japans voetballer die als middenvelder speelt bij Sagan Tosu.

## Clubcarrière
Riki Harakawa begon zijn carrière in 2012 bij Kyoto Sanga FC. Riki Harakawa speelde voor Ehime FC, Kawasaki Frontale en Sagan Tosu.

## Japans voetbalelftal
Riki Harakawa nam met het Japans voetbalelftal deel aan de Olympische Zomerspelen 2016.